# Павлечко, Елена Фёдоровна
Елена Федоровна Павлечко (бел. Алена Фёдараўна Паўлечка; 5 мая 1971 год; д. Киров, БССР) — белорусская государственная деятельница, председатель Мозырского районного исполнительного комитета.

## Биография
Родилась 5 мая 1971 года в деревне Киров Наровлянского района. Образование по специальности «экономист» получила в Белорусской сельскохозяйственной академии. Сначала работала бухгалтером в колхозе «Кировское». Затем экономист и главный экономист.
С 2016 года руководитель Мозырского района. В 2019 году стала победительницей в республиканском конкурсе «Женщина года - 2019» в номинации «Успешный руководитель».